# Tetrix cyaneum
Tetrix cyaneum är en insektsart som först beskrevs av Stoll, C.  Tetrix cyaneum ingår i släktet Tetrix och familjen torngräshoppor.

## Underarter
Arten delas in i följande underarter:
- T. c. cyaneum
- T. c. tereticolle